# Tempe (Arizona)
Tempe é uma cidade localizada no estado americano do Arizona, no condado de Maricopa. Foi fundada na década de 1870 e incorporada em 15 de outubro de 1892.
Sedia o campus principal da Universidade Estadual do Arizona.

## Geografia
De acordo com o United States Census Bureau, a cidade tem uma área de 104,1 km², onde 103,4 km² estão cobertos por terra e 0,7 km² por água.

## Demografia
Segundo o censo nacional de 2010, a sua população é de 161 719 habitantes e sua densidade populacional é de 1 563,7 hab/km². É a terceira localidade mais densamente povoada do Arizona, bem como a oitava mais populosa do estado. Possui 73 462 residências, que resulta em uma densidade de 710,3 residências/km².